# Гремячка (приток Ямны)
Гремячка — река в России, протекает по Пронскому району Рязанской области. Правый приток Ямны.

## География
Река Гремячка берёт начало около деревни Добрая Слобода. Течёт в юго-западном направлении по открытой местности. Устье реки находится в 4,6 км по правому берегу реки Ямны (иногда Ямна рассматривается как левый приток Гремячки). Длина реки составляет 8,4 км.

## Данные водного реестра
По данным государственного водного реестра России относится к Окскому бассейновому округу, водохозяйственный участок реки — Ока от города Рязань до водомерного поста у села Копоново, без реки Проня, речной подбассейн реки — бассейны притоков Оки до впадения Мокши. Речной бассейн реки — Ока.
Код объекта в государственном водном реестре — 09010102212110000025089.